# Фігурне катання на літніх Олімпійських іграх 1920 — одиночне катання (чоловіки)
Змагання турніру в одиночному чоловічому розряді з фігурного катання на літніх Олімпійських іграх 1920 відбувалися 25 та 27 квітня.
Усі змагання пройшли в Палаці де Глез в Антверпені. 25 та 26 квітня чоловіки змагалися в обов'язковій програмі, а 27 квітня — у довільній програмі.
У змаганнях брали участь 9 фігуристів зі 6 країн світу.

## Медалісти
| Золото           | Срібло       | Бронза          |
| Гілліс Графстрем | Андреас Крог | Мартін Стіксруд |
|                  |              |                 |

## Результати

### Медальний залік
| Поз. | Атлети           | Країна          | СП   | УБ       |
| ---- | ---------------- | --------------- | ---- | -------- |
| 1    | Гілліс Графстрем | Швеція          | 7,0  | 2 838,50 |
| 2    | Андреас Крог     | Норвегія        | 18,0 | 2 634,00 |
| 3    | Мартін Стіксруд  | Норвегія        | 24,5 | 2 561,50 |
| 4    | Ульріх Сальхов   | Швеція          | 25,5 | 2 572,50 |
| 5    | Сакарі Ілманен   | Фінляндія       | 30,0 | 2 458,00 |
| 6    | Натаніель Налес  | США             | 49,0 | 1 976,25 |
| 7    | Безіл Вільямс    | Велика Британія | 49,5 | 2 032,00 |
| 8    | Альфред Мегроз   | Швейцарія       | 52,5 | 2 005,50 |
| 9    | Кеннет Бомонт    | Велика Британія | 59,0 | 1 838,25 |

#### Обов'язкова програма
Дата: 25-26 квітня
| Поз. | Атлети           | Вік | Країна          | СП   | УБ       |
| ---- | ---------------- | --- | --------------- | ---- | -------- |
| 1    | Гілліс Графстрем | 26  | Швеція          | 8,0  | 1 676,00 |
| 2    | Ульріх Сальхов   | 42  | Швеція          | 18,0 | 1 578,75 |
| 3    | Андреас Крог     | 25  | Норвегія        | 18,0 | 1 565,25 |
| 4    | Мартін Стіксруд  | 44  | Норвегія        | 27,0 | 1 489,00 |
| 5    | Сакарі Ілманен   | 39  | Фінляндія       | 34,0 | 1 404,25 |
| 6    | Безіл Вільямс    | 29  | Велика Британія | 44,0 | 1 240,75 |
| 7    | Натаніель Налес  | 33  | США             | 51,0 | 1 177,50 |
| 8    | Альфред Мегроз   |     | Швейцарія       | 54,0 | 1 195,50 |
| 9    | Кеннет Бомонт    | 36  | Велика Британія | 61,0 | 1 049,50 |

#### Довільна програма
Дата: 27 квітня
| Поз. | Атлети           | Вік | Країна          | СП   | УБ       |
| ---- | ---------------- | --- | --------------- | ---- | -------- |
| 1    | Гілліс Графстрем | 26  | Швеція          | 8,0  | 1 162,50 |
| 2    | Мартін Стіксруд  | 42  | Швеція          | 19,5 | 1 072,50 |
| 3    | Андреас Крог     | 25  | Норвегія        | 20,5 | 1 068,75 |
| 4    | Сакарі Ілманен   | 44  | Норвегія        | 25,5 | 1 053,75 |
| 5    | Ульріх Сальхов   | 39  | Фінляндія       | 32,5 | 993,75   |
| 6    | Натаніель Налес  | 29  | Велика Британія | 49,5 | 798,75   |
| 7    | Альфред Мегроз   | 33  | США             | 51,0 | 810,00   |
| 8    | Кеннет Бомонт    |     | Швейцарія       | 54,0 | 788,75   |
| 9    | Безіл Вільямс    | 36  | Велика Британія | 54,5 | 791,25   |

Рефері:  Віктор Ландквіст
Судді:
- Август Андерберг
- Луї Маґнус
- Макс Орбан
- Кнут Ерн Мейніч
- Герберт Іглезіс
- Едуард Дельпі
- Вальтер Якубссон